# John Harkes
John Andrew Harkes (* 8. März 1967 in Kearny, New Jersey) ist ein ehemaliger US-amerikanischer Fußballspieler.

## Karriere
Nachdem er von 1985 bis 1987 in der Auswahlmannschaft der Universität von Virginia gespielt hatte, ging John Harkes 1989 zu den Albany Capitals in die American Soccer League. Seine Profikarriere startete er 1990 in England bei Sheffield Wednesday. Er war der zweite Amerikaner, der im Wembley-Stadion spielen durfte, als Sheffield den League Cup 1990/91 gewann. Weitere Stationen auf der britischen Insel waren Derby County, West Ham United und Nottingham Forest.
In der ersten und zweiten englischen Liga absolvierte er insgesamt 164 Profispiele und erzielte dabei 16 Tore. 
Als 1996 die Major League Soccer gegründet wurde, kehrte auch Harkes zwischenzeitlich in die USA zurück und spielte für D.C. United, New England Revolution und die Columbus Crew, bei denen er auch 2000 seine Karriere beendete. In den Staaten absolvierte er 167 Spiele und schoss dabei 16 Tore.
Bei der Fußball-Weltmeisterschaft 1990 in Italien bestritt er sein erstes internationales Turnier als Mittelfeldspieler der US-Auswahl. Allerdings verabschiedete das Team sich hier als Gruppenletzter ohne Punkt. 
1994 in den USA kam Harkes mit dem US-Team bis ins Achtelfinale der Fußball-Weltmeisterschaft 1994, wo man nach guter Leistung Brasilien mit 0:1 unterlag. 
John Harkes beendete 2000 seine Nationalspielerkarriere. Er spielte zwischen 1987 und 2000 ganze 90 mal für die USA und schoss dabei sechs Tore.